# Biały bizon
Biały bizon (ang. The White Buffalo) – amerykański western z 1977 roku w reżyserii J. Lee Thompsona z Charlesem Bronsonem w roli głównej. Zdjęcia kręcono w stanach Kolorado i Arizona.

## Fabuła
Rok 1874. Billa Hickoka nawiedzają sny, w których pojawia się olbrzymi biały bizon. Postanawia na niego zapolować i wyrusza na poszukiwanie zwierzęcia. Przemierza Dziki Zachód w towarzystwie swego przyjaciela Charliego Zane’a. Niebawem w osiągnięciu swojego celu łączy siły z indiańskim wodzem Szalonym Koniem, któremu również zależy na upolowaniu białego bizona...

## Obsada
- Charles Bronson – Dziki Bill Hickok (James Otis)
- Jack Warden – Charlie Zane
- Will Sampson – Szalony Koń (Robak)
- Clint Walker – Gwiżdżący Jack Kileen
- Kim Novak – Pokerowa Jenny Schermerhorn
- Slim Pickens – Abel Pickney, woźnica
- Stuart Whitman – Winifred Coxy
- Cara Williams – Cassie Ollinger
- Douglas Fowley – Amos Bixby, konduktor/narrator
- Shay Duffin – Tim Brady
- Bert Williams – Paddy Welsh
- Ed Lauter – Tom Custer
- Clifford A. Pellow – Pete Holt, szeryf w Cheyenne
- John Carradine – Amos Briggs, grabarz
- David Roya – Kid Jelly
- Ed Bakey – Ben Corbett
- Richard Gilliland – kapral Kileen
- Linda Redfearn – Black Shawl